# 瑚松額
瑚松額（穆麟德轉寫：hūsungge，1772年—1847年），巴岳忒氏，西安駐防滿洲正黃旗人。清朝嘉道年間政治人物、將領，官至盛京將軍、陝甘總督，封爵一等輕車都尉，死後贈太子太傅，諡果毅。

## 生平
西安駐防前鋒出身，嘉慶元年（1796年），以前鋒隨西安將軍宗室恆瑞征湖北白蓮教匪。
四年（1799年），隨欽差大臣那彥成攻剿土地堡，多有斬獲。五年（1800年），選任西安將軍衙門筆帖式。
六年（1801年），升授驍騎校。七年（1802年），攻剿教匪於湖北東嶽寨等處，因功獲賞荷包、玉韘。
十一年（1806年），升任西安駐防防禦；隨欽差大臣德楞泰鎮壓陝西寧陝鎮叛兵蒲大芳等眾。
十三年（1808年），升佐領。十七年（1812年），升協領，並以協領兼正藍旗佐領。
十八年（1813年），河南滑縣天理教匪李文成等起事，攻陷滑縣，設砦屯防於道口、桃源等處，並出砦焚掠各村，瑚松額率騎兵隊跟隨副都統富僧德於道口擊敗之，教眾回砦固守並設伏兵，瑚松額隨富僧德分兵抄截，攻克道口砦，又與主力合力攻克滑縣，因功獲賞花翎。
二十三年（1818年），擢福建福州副都統。
二十四年（1819年），署理福州將軍，兼管閩海關稅務，總理福建陸路鎮協事務。
道光三年（1823年），召至京師陛見，升授察哈爾都統。
五年（1825年），擢四川成都將軍。此前在乾隆中期，西寧玉樹巴彥囊謙千戶分300戶給予其弟索諾木旺爾吉為小囊謙，由德爾格忒土司居間調處，由西寧辦事大臣斷定。而後，索諾木旺爾吉之子諾爾布不能服其屬戶，囊謙千戶打算再次將小囊謙兼併，諾爾布向德爾格忒土司控訴；囊謙千戶又主張德爾格忒土司有欺凌小囊謙情事，互相陳控不已，朝廷交由瑚松額審斷。瑚松額奏請仍遵循乾隆中期原有判斷，囊謙千戶不得覬覦屬戶，德爾格忒土司也不可干預鄰封事務，以杜絕爭端，因此解決。
七年（1827年），以將軍署理四川總督。越巂廳有夷人潛行至邊界搶掠漢民婦女，瑚松額派員帶兵搜捕，擒獲夷匪、漢奸，分別懲辦，瑚松額並奏請安撫官兵救出的被擄難民男女，道光帝嘉獎辦理迅速。八年（1828年），進京陛見，獲賜紫禁城騎馬
九年（1829年），調任吉林將軍。道光帝東巡盛京祭祖，瑚松額隨從出行，道光帝命比試射藝，瑚松額射中三箭，獲賜黃馬褂，又因隨扈加一級、賜蟒服、文綺。瑚松額奏寧古塔、三姓地方歉收情形，請緩徵旗民地丁倉穀。
十年（1830年），丁母憂回旗，道光帝命陝西藩庫給銀200兩予瑚松額治喪。隨後起用署理盛京將軍。此時邊境外守卡官防禦烏雲保擅離卡倫，率卡兵遷入境內居住；瑚松額奏請將烏雲保革職、卡兵分別革職或責罰，相關失察官員交兵部議處，獲准。
十一年（1831年），瑚松額奏整飭戎政章程：八旗官兵輪替操演，應令城守尉等各於所屬加意遴選，造冊送盛京將軍衙門按季校閱，以重武備；旗員挑缺請寬其公過，以廣選用；管理地方旗員應令迴避本城，以杜流弊。皆獲准行。隨後，因誤准被發遣盛京的宗室祥佑告假回京，且發給通行證，遭降一級留任。同年，進京陛見，道光帝以瑚松額年近六十歲，賞賜御書福壽字一幅與如意、朝珠、文綺。
十二年（1832年），召來京陛見，以湖南永州府瑤匪趙金龍起事作亂，道光帝命瑚松額偕同欽差大臣戶部尚書宗室禧恩赴湖南督師攻剿。然而到達衡州府時，趙金龍已被擒處死，其黨羽趙青仔率領餘眾二千餘人竄往廣東、湖北邊境，瑚松額督兵追剿平定，後與禧恩、湖廣總督盧坤、湖南巡撫吳榮光會奏善後事宜。是時廣東連山排瑤也起事叛亂，瑚松額再率湖南提督余步雲等進剿，捕獲叛軍首領鄧三、盤文理等，震懾瑤族群眾，瑚松額奏報後獲賞玉韘、翎管、黃辮、大小荷包，並交部優敘。不久後瑤眾投誠、縛獻逆首，瑶山全境肅清。馳驛奏報後，上諭：「瑚松額前派查辦湖南江華逆瑤、督剿廣東竄楚瑤匪甚為得力。及往廣東，於事閱半載未辦之瑤，甫抵連州一月，即能大加懲創，以振國威，辦理實為迅速。著賞雙眼孔雀翎，並一等輕車都尉世職。」隨後偕禧恩奏陳善後事宜八條：一、連山綏瑤同知應照湖南理瑤同知改為邊疆要缺；一、三江扼要處，責成副將隨時與連界之湖南、廣西各專汛會哨；一、民瑤貿易，准自立瑤墟與民集互市，其應徵瑤糧，令瑤長率瑤戶赴廳交納；一、各瑤有出山擾民者，責令瑤長交出，毋許徇庇；一、瑤產只准與瑤人售賣，不准民人交涉，違者產歸瑤人，不追原價；一、嚴禁瑤人私藏火槍、火藥；一、瑤山居民一律賙恤，禁止報復及土匪搶掠；一、瑤人大排內設立瑤長，此外每排添設瑤練十人管領小沖瑤戶，統歸連山廳把總管轄。下相關單位議行。隨後回京，道光帝命瑚松額署福州將軍。適臺灣土匪張丙、陳辦抗官起事，道光帝授瑚松額為欽差大臣，偕同參贊大臣哈哴阿率領侍衛、章京等34員赴剿，又調西安馬隊兵300名、河南兵1,000名、貴州兵500名、四川兵1,500名赴臺灣剿辦。臨行前，道光帝賞賜瑚松額200兩銀、黃面貂馬褂、黑狐裘。瑚松額馳驛抵達福建時，福建巡撫署理閩浙總督魏元烺已先檄福建陸路提督馬濟勝統兵2,000人渡海攻剿。十二月十一日，接獲捷報已擒獲張丙、陳辦、詹通、陳連、黃城、許成等人，臺灣平定，魏元烺奏請停止動員。
十三年（1833年）春季，道光帝命瑚松額仍渡海到臺灣協助馬濟勝搜捕張丙餘黨。二月，由廈門渡海抵達臺灣，瑚松額出示告諭，令民眾自行綁送賊徒，如受到脅迫的則不予追究。二月十九日，瑚松額與閩浙總督程祖洛會奏前任提督王得祿率領義勇兵擒獲張丙屬下先鋒劉英等十四名將領。隨即又擒獲張丙屬下為首領的王章、孫惡、蘇定等28人及殘黨269人、北路彰化50餘人。三月二十二日，道光帝上諭，命瑚松額盡速捉捕張紅頭，並准許王得祿率鄉勇掃蕩嘉義地區。瑚松額前後抓捕各路匪首二十餘人，黨徒三百餘人，分別依法處死梟示，並械送張丙、陳辦、詹通、陳連至京師處決；撫卹殉難官員及陣亡兵丁。瑚松額奏聞全臺肅清，以功加太子太保，仍交部議敘。六月二十九日，瑚松額奏報王得祿家屬捐助軍資及組織鄉紳聯莊捕匪、擒獲張紅頭。同月，撤軍內渡，再調任成都將軍。
十四年（1834年），四川峩邊、馬邊雅扎支彝勾結焚掠，四川提督楊芳擊斃彝匪頭目後，以肅清奏報。不久後該處彝部再次滋擾，瑚松額彈劾楊芳辦理不善，並自請議處，遭到部議降二級留任，道光帝以瑚松額據實奏報，改為降一級留任。
十五年（1835年），改任陝甘總督。瑚松額因此前在臺灣時，含混保獎幕友陳時等人，再遭降一級留任。瑚松額奏陳甘肅官茶壅塞滯銷，請將未完納的課銀分五年帶徵，又奏請因天災歉收的河州、皋蘭縣等地緩徵額賦，都獲得允准。奏陳兵丁驕縱，應認真訓練、妥為駕馭；又密奏吏治情形，設法整頓，受到優詔嘉獎允准。
十六年（1836年），因瑚松額題補的陝西靖遠協都司劉奇在引見時，射箭不到箭靶，遭處分降一級留任。又因遞送賀表擅用六百里加急，再降一級留任。
十七年（1837年），京察，道光帝詔諭嘉許瑚松額不露鋒芒、細心任事，交部議敘。西藏堪布入貢，途中行至通天河岐米加納、托遜諾爾等地時，被四川格爾次、果洛克番匪劫掠。瑚松額派員前往緝捕，擒獲番賊數十人，取回原本贓物。瑚松額並奏請前藏、後藏堪布貢道改由柴達木，由青海辦事大臣遺兵百人護送。又因野馬川與大通河以南邊外番部距離較近，宜嚴加防守，偕同提督周悅勝奏請於大通河北岸設立柵欄，於山崖建築墩卡，派兵防守，並將提標中左右三營、前後二營廠馬合併，以厚實兵力，便於防禦及查緝。皆得到允准施行。陝西秋審案件中，有六件於刑部複核時由「緩」改「實」，瑚松額因輕率聯銜會奏，遭處分降一級留任。
十八年（1838年），甘肅洮州廳、岷州地震，奏請緩徵額賦。四川總督覺羅寶興奏稱銀價越來越高是因為奸商以錢票輾轉匯兌、並無現錢交易造成；道光帝命發交各省督撫調查及覆議，瑚松額奏報：「甘省民間銀錢交易，俱係現錢。間有出票，仍即於本號取錢，從無磨兌之事。且錢與票同一價值，其用票者取其便於攜帶，並非鋪戶取巧。應請毋庸禁革。」獲得認可。
十九年（183９年），以甘肅西寧府、肅州直隸州、提督、總兵各標馬廠繁殖漸多，奏請依照成案，將老病瘦弱的馬匹出售充公，並減撤牧場兵卒，歸建營伍。交部議准實行。
二十年（1840年）六月，調熱河都統，未及赴任，八月二十二日，命仍暫署陝甘總督。會同陝西巡撫富呢揚阿議覆御史焦友麟奏請教官分司稽查教匪一案；以甘肅河州、皋蘭縣等19州縣水災、旱災、雹災，奏請緩徵地丁錢糧；以安西州屬馬蓮井金礦廠產金量逐漸下降，收入短絀，奏請將額定招募人伕500名酌減200名，皆獲得採納。十二月二十七日，被召赴京陛見。
二十一年（1841年）八月，因病奏請開缺，道光帝准回西安駐防，安心調理。
二十二年（1842年），以陝甘總督任內將本應擬充軍的人犯擬為處絞，遭追論處分降一級。
二十三年（1843年），因久病不癒，奏請休致，道光帝允准，並恩賞繼續領取全俸。
道光二十七年（1847年），卒，贈太子太傅，照總督例賜卹，賜祭葬，予諡果毅。

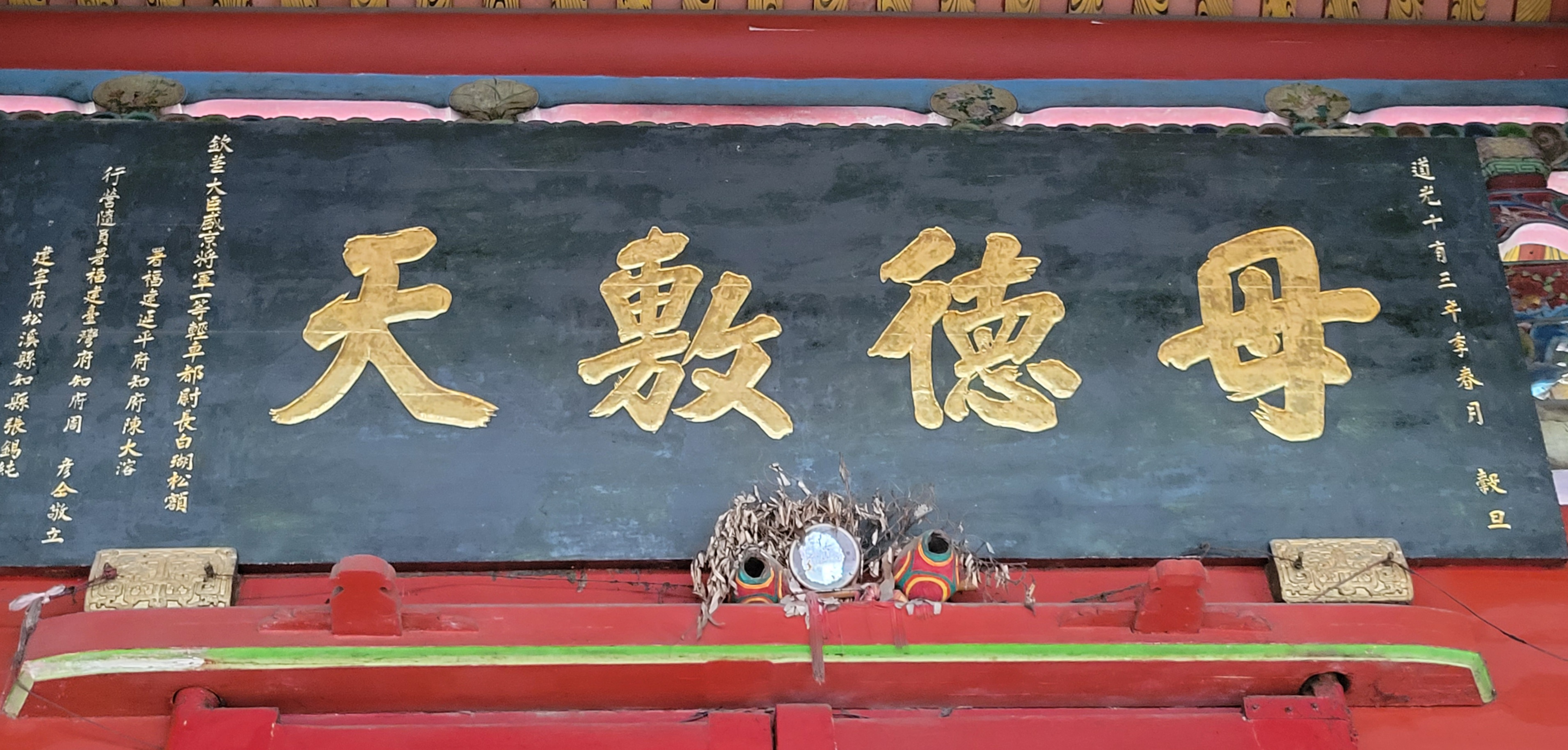
臺南大天后宮之瑚松額「母德敷天」匾。

## 家族關聯[2]
- 祖：關泰。
- 父：關凝。
- 兄弟：
  - 穆騰額：文舉人出身，官至鑲藍旗蒙古副都統、駐藏辦事大臣。
  - 什蒙額：馬甲出身，官至成都副都統。
- 子：伊金布，官陝西知府，承襲一等輕車都尉。
- 孫：多英，陝西候補布政司理問；多俊；多秀。

## 延伸阅读
[在维基数据编辑]
 《清史稿·卷382》，出自趙爾巽《清史稿》